# НСУ-Пип 25/40 ПС
НСУ-Пип 25/40 ПС био је аутомобил високе класе произведен између 1908. и 1909. године од стране немачког произвођача аутомобила НСУ у њиховој фабрици у Некарсулму, по лиценци белгијског прозвођача Пип. Ово је био први и једини шестоцилиндрични модел који је произвео НСУ као аутомобил високе класе.
Аутомобил је покретао шестоцилиндрични мотор, запремине 6494 цм³ (пречник х ход = 105 х 125 мм), снаге 29 kW (39 КС) са воденим хлађењем, аутоматским централним подмазивањм, и магнетним паљењем. Снага мотора се преносила преко конусног квачила, тробрзинског мењача и ланца на задње точкове.
Међуосовински растојање је било 3280 мм, размак точкова 1457 мм, тежина 1100 кг и максимална брзина 100 км/ч.
Аутомобил је произведен са обликом каросерије само као дупли фетон. Његова производња је прекинута 1909. године без наследника.